# HD 162826
HD 162826 (HR 6669) è una stella di magnitudine 6,46 nella costellazione di Ercole. Dista circa 110 anni luce (34 parsec) dalla Terra e può essere osservata con un binocolo o un piccolo telescopio nelle vicinanze di Vega, nella costellazione della Lira. È il 15% più massiccia del Sole, con una superficie leggermente più calda. Non ha pianeti noti in orbita ma, pur essendo improbabile che possieda pianeti di tipo Giove caldo, è compatibile con la presenza di pianeti rocciosi di tipo terrestre. 
La stella è considerata un fratello del Sole e sarebbe il primo fratello scoperto. Per fratello s'intende una stella formatasi dalla stessa nube di gas del Sole. Il termine è stato introdotto nel 2009.
Un secondo potenziale fratello del Sole è stato annunciato nel novembre 2018: HD 186302 nella costellazione del Pavone.
Oltre a HD 162826 e HD 186302, la ricerca ha determinato come probabili fratelli del Sole anche HD 52456, HD 126829, HD 176535, sebbene il margine d'errore riguardo all'età di queste stelle è maggiore.

## Osservazione
Si tratta di una stella situata nell'emisfero celeste boreale. La sua posizione moderatamente boreale fa sì che questa stella sia osservabile specialmente dall'emisfero nord, in cui si mostra alta nel cielo nella fascia temperata; dall'emisfero australe la sua osservazione risulta invece più penalizzata, specialmente al di fuori della sua fascia tropicale. Essendo di magnitudine 6,55, non è visibile ad occhio nudo, ma è necessario almeno un piccolo telescopio per osservarla.
Il periodo migliore per la sua osservazione nel cielo serale ricade nei mesi compresi fra aprile e ottobre; nell'emisfero nord è visibile anche per un periodo maggiore, grazie alla declinazione boreale della stella, mentre nell'emisfero sud può essere osservata solo durante i mesi d'inizio estate australi.